# Ясашна Ташла
Ясашна Ташла (рос. Ясашная Ташла) — село в Тереньгульському районі Ульяновської області Російської Федерації.
Населення становить 2240 осіб. Входить до складу муніципального утворення Ясашноташлинське сільське поселення.

## Історія
Від 2004 року входить до складу муніципального утворення Ясашноташлинське сільське поселення.

## Населення
| 1802 | 1903  | 2006  | 2010  |
| ---- | ----- | ----- | ----- |
| 703  | ↗3457 | ↘2453 | ↘2240 |